# Rozpalić ogień
Rozpalić ogień (ang. Catch a Fire) – francusko-amerykańsko-brytyjsko-południowoafrykański film obyczajowy z 2006 roku w reżyserii Phillipa Noyce’a. Wyprodukowany przez Focus Features.

## Fabuła
RPA, czasy apartheidu. Czarnoskóry Patrick (Derek Luke), pracownik rafinerii, stara się trzymać jak najdalej od polityki i unika konfliktu z władzami. Spokojne życie, które wiedzie u boku ukochanej żony Precious (Bonnie Henna), zakłóca niesprawiedliwe oskarżenie o udział w sabotażu i areszt.

## Obsada
- Tim Robbins jako Nic Vos
- Derek Luke jako Patrick Chamusso
- Bonnie Henna jako  Precious Chamusso
- Mncedisi Shabangu jako Zeko September
- Tumisho Masha jako Obadi
- Sithembiso Khumalo jako Sixpence
- Terry Pheto jako Miriam
- Michele Burgers jako Anna Vos
- Mpho Lovinga jako Johnny Piliso
- Malcolm Purkey jako Joe Slovo

i inni.